# مطار هايلوتو
مطار هايلوتو ( (بالفنلندية: Hailuodon lentokenttä)‏ (بالإنجليزية: Hailuoto Airfield)‏ أو (بالفنلندية: Pöllän lentokenttä)‏ ) يقع في بولا، هايلووتو، فنلندا، على بعد حوالي 6 كيلومتر (4 ميل) جنوب قرية هايلووتو.

## روابط خارجية
- VFR Suomi / فنلندا - مطار هايلوتو
- Lentopaikat.net - مطار هيلوتو باللغة الفنلندية